# Список политических партий Швейцарии
Ниже приведён список политических партий Швейцарии. Швейцария имеет многопартийную систему. В соответствии с «магической формулой» (Zauberformel), с 1959 года четыре крупнейшие партии формируют коалиционное правительство. По этой арифметической формуле семь мест в Федеральном совете делятся среди представителей четырёх крупнейших партий.

## Партии
| Христианско-демократическая народная партия |                                                      | Кристоф Дарбеллэ  | 2 | 15 | 31  | Центризм, христианская демократия          |
| Свободно-демократическая партия             |                                                      | Фульвио Пелли     | 2 | 12 | 31  | Центризм, либерализм                       |
| Социал-демократическая партия               |                                                      | Кристиан Левра    | 2 | 9  | 42  | Левоцентризм, социал-демократия            |
| Швейцарская народная партия                 |                                                      | Тони Бруннер      | 1 | 6  | 58  | Правые, консерватизм                       |
|                                             |                                                      |                   |   |    |     |                                            |
| Альтернативный список                       |                                                      |                   | 0 | 0  | 0   | Левые, экосоциализм                        |
| Христианско-социальная партия               | Архивная копия от 17 февраля 2020 на Wayback Machine | Моника Блох Сюсс  | 0 | 0  | 1   | Левоцентризм, христианский социализм       |
| Консервативно-демократическая партия        |                                                      | Ханс Грундер      | 1 | 1  | 5   | Консерватизм, экономический либерализм     |
| Федерально-демократический союз             |                                                      | Ханс Мозер        | 0 | 0  | 1   | Правые, евангелический консерватизм        |
| Евангелическая народная партия              |                                                      | Руди Эшбахер      | 0 | 0  | 2   | Центризм, христианская демократия          |
| Партия свободы                              |                                                      | Питер Коммармот   | 0 | 0  | 0   | Ультраправые, национализм                  |
| Зелёная партия                              |                                                      | Ули Лойенбергер   | 0 | 2  | 20  | Левоцентризм, зелёная политика             |
| Зелёная либеральная партия                  |                                                      | Мартин Боймле     | 0 | 1  | 3   | Центризм, зелёная политика и либерализм    |
| Лига Тичино                                 |                                                      | Джулиано Биньяска | 0 | 0  | 1   | Правые, регионализм (Тичино)               |
| Либеральная партия                          |                                                      | Клод Рюэ          | 0 | 0  | 4   | Центризм, либерализм                       |
| Швейцарская партия труда                    |                                                      | Нелли Бунтшу      | 0 | 0  | 1   | Ультралевые, коммунизм                     |
| Пиратская партия                            |                                                      | Дени Симоне       |   |    |     |                                            |
| Швейцарские демократы                       |                                                      | Бернхард Хесс     | 0 | 0  | 0   | Ультраправые, национализм                  |
| SolidaritéS (Солидарность)                  |                                                      |                   | 0 | 0  | 0   | Левые, демократический социализм, троцкизм |
| Движение граждан Женевы                     |                                                      | Эрик Штауффер     | 0 | 0  | 0   | Правые, регионализм (Женева)               |
| Всего                                       |                                                      |                   | 7 | 46 | 200 |                                            |

## Исторические партии
- Демократическая партия (1867—1971, вошла в Швейцарскую народную партию)
- Свободная демократическая партия Швейцарии (1894—2009, вошла в Свободную демократическую партию. Либералы)
- Партия крестьян, ремесленников и бюргеров (1917—1971, вошла в Швейцарскую народную партию)
- Коммунистическая партия — оппозиция (1930—1935, вошла в Социал-демократическую партию)
- Национальный фронт (1933—1943)
- Альянс независимых (1936—1999)
- Национальная акция (1961—1990, вошла в партию Швейцарские демократы)
- Прогрессивные организации (1969—1995)
- Социалистическая рабочая партия (1969—1990)
- Республиканское движение (1971—1990, вошла в партию Швейцарские демократы)